# Wasserball- und Schwimmverband Montenegros
Der Wasserball- und Schwimmverband Montenegros (VPSCG) (montenegrinisch: Vaterpolo i plivački savez Crne Gore) ist der Dachverband für Wasserball und Schwimmen in Montenegro. Der Verband wurde am 22. April 1949 in Herceg Novi gegründet. Sein erster Präsident war Milan Vukasović.
Er ist eine unabhängige Sportorganisation und seit dem 21. August 2006 Mitglied der LEN, heute European Aquatics (European Swimming League), der FINA, heute World Aquatics, (International Swimming Federation) sowie des Olympischen Komitees von Montenegro. Der Verband organisiert die montenegrinische Wasserballmeisterschaft und die montenegrinischen Schwimmmeisterschaften. Zudem ist er für die Wasserball- und Schwimmnationalmannschaften Montenegros verantwortlich.
Der Hauptsitz befindet sich in Podgorica, und der derzeitige Präsident ist Nikola Milić.

## Mitglieder
Mitgliedsvereine des Wasserball- und Schwimmverbandes von Montenegro:
- Vaterpolo plivački klub AQUATIC VERDE, Podgorica
- Plivački i vaterpolo klub BUDUĆNOST, Podgorica
- Plivački vaterpolo klub BUDVA-BUDVANSKA RIVIJERA, Budva
- Plivački klub BUTTERFLAY, Nikšić
- Vaterpolo klub VATERPOLO AKADEMIJA CATTARO, Kotor
- Plivački vaterpolo klub JADRAN, Herceg Novi
- Plivački vaterpolo klub NIKŠIĆ, Nikšić
- Plivački klub ORKA, Budva
- Vaterpolo-Klub PRIMORAC, Kotor
- Plivački vaterpolo klub „STARI GRAD“ Budva, Budva
- Vaterpolo klub MLADOST BIJELA, Bijela

## Von der VPSCG organisierte Wettbewerbe
Schwimmen
- Montenegro-Schwimmmeisterschaften

Wasserball
- Liga von Montenegro im Männer-Wasserball
- Pokal von Montenegro im Männer-Wasserball